# حصار مجمع ناصر الطبي
حصار مجمع ناصر الطبي هو حصار فرضته قوات الاحتلال الإسرائيلي على أحد أبرز مستشفيات وزارة الصحة الفلسطينية في مدينة خان يونس جنوب قطاع غزة، وذلك في إطار الحرب الفلسطينية الإسرائيلية 2023.  شهد مجمع ناصر الطبي خلال الحرب سلسلة من الهجمات المتكررة، بلغت ذروتها بفرض حصار عليه واقتحامه في شهري يناير وفبراير 2024، عقب الاجتياح البري الإسرائيلي لقطاع غزة. وقد جاء استهداف المجمع ضمن حملة أوسع شنتها إسرائيل ضد المرافق الصحية في القطاع.
بدأ الحصار في 22 يناير 2024، وكان داخل المجمع حينها نحو 300 من الكوادر الطبية، و450 مريضًا وجريحًا، بالإضافة إلى قرابة 10 آلاف نازح احتموا بالمستشفى. أدى الحصار إلى نقص حاد في المواد الأساسية، مثل الغذاء ومواد التخدير ومسكنات الألم، كما أفادت تقارير متعددة بأن قناصة إسرائيليين استهدفوا كل من يتحرك في محيط المستشفى.
ورغم المناشدات الدولية التي دعت إلى وقف التصعيد، أصدر الجيش الإسرائيلي أوامره في 13 فبراير 2024 بإخلاء النازحين من المجمع، ثم اقتحمت قوات الاحتلال الإسرائيلي حرم المستشفى في 15 فبراير. ونتيجة لذلك، خرج المجمع الطبي عن الخدمة بشكل كامل بحلول مارس 2024، إلا أنه استأنف تقديم خدماته الطبية في عام 2025. 

## خلفية
شهد مستشفى ناصر هجمات متكررة خلال الحرب الإسرائيلية الفلسطينية، وذلك حتى قبل بدء الحصار المفروض عليه. فبتاريخ 17 ديسمبر 2023، أدى إطلاق نار من قوات الاحتلال الإسرائيلي استهدف قسم الولادة بالمستشفى إلى مقتل فتاة وإصابة ثلاثة أشخاص آخرين.  وكانت الضحية، وتُدعى دنيا أبو محسن، فتاة تبلغ من العمر 13 عامًا ومبتورة الأطراف، وقد كانت قد نجت في وقت سابق من غارة جوية إسرائيلية أودت بحياة عائلتها بأكملها.  وفي أواخر شهر ديسمبر 2023، حذر ممثل منظمة الصحة العالمية، ريتشارد بيبركورن، من أن حياة نحو 4000 نازح داخليًا كانت مهددة بالخطر مع استمرار العمليات العسكرية الإسرائيلية في محيط المستشفى.  وكانت شبكة "إن بي سي نيوز" الإخبارية تتابع منذ ديسمبر 2023 قصة طبيب يعمل في المستشفى وتوثق عمله مع المرضى.  وبحلول نهاية شهر يناير 2024، كانت الأوضاع قد تدهورت إلى درجة لم يتبق معها سوى خمسة أطباء في المستشفى، بعد أن فر الباقون أو لقوا حتفهم.  وفي تصريح للمراسلين، وصف أحد الأطباء العاملين بالمستشفى الوضع قائلًا إن المرفق كان مكتظًا بالمرضى، وإن الطواقم الطبية كانت منهكة تمامًا، مضيفًا: "لم نعد قادرين على المرور بين المرضى. ولا حتى التنقل بين الأسرّة". 
وبرر المتحدث الرئيسي باسم جيش الاحتلال الإسرائيلي، دانيال هاغاري، قرار اقتحام المنشأة بأنه استند إلى معلومات تم الحصول عليها من استجوابات مسلحين اعتُقلوا أو استسلموا في المنطقة، بالإضافة إلى شهادات رهائن تم تحريرهم. وزُعم أن هذه المعلومات قادت جيش الاحتلال الإسرائيلي إلى الاعتقاد بأن رهائن إسرائيليين كانوا محتجزين في وقت سابق داخل المنشأة.  وفي مقابلة مع شبكة "سي إن إن" في منتصف شهر يناير، زعمت الرهينة المفرج عنها، ألوني كونيو، أنها احتُجزت هي وأطفالها وعشرات الرهائن الآخرين داخل المستشفى. إلا أن شبكة "سي إن إن" لم تتمكن من التحقق من صحة هذا الادعاء بشكل مستقل، فيما سارعت حركة حماس إلى إصدار بيان نفت فيه صحة هذا الزعم.  وبتاريخ 14 فبراير، كرر جيش الاحتلال الإسرائيلي ادعاءه بأن مجمع ناصر الطبي كان يُستخدم لاحتجاز رهائن إسرائيليين. 

## الحصار
مع بداية عام 2024، وتزامنًا مع توغل قوات الاحتلال الإسرائيلي بشكل أعمق جنوبًا، تكثف القصف على المناطق المحيطة بمستشفى ناصر، مما أثار مخاوف جدية من احتمال خروجه عن الخدمة.  وفي شهادة لأحد الأطباء من داخل المستشفى، وصف كيف كان المجمع مطوقًا بالدبابات والجرافات والطائرات المسيرة والقناصة الإسرائيليين.  وبتاريخ 26 يناير 2024، أفادت وزارة الصحة بأن مستشفى ناصر قد استنفد مخزونه من الغذاء ومواد التخدير والمسكنات جراء الحصار الإسرائيلي. وأشارت الوزارة إلى أن "150 من الكوادر الصحية، و350 مريضًا، ومئات العائلات النازحة في مجمع ناصر الطبي، يعيشون في ظروف كارثية من التجويع والتعرض للاستهداف ونقص العلاج".  وفي 27 يناير، نقل الصحفي هاني محمود، من شبكة الجزيرة الإعلامية، أن الوضع في محيط مستشفى ناصر يمثل "تكرارًا دقيقًا لما حدث... حين تعرضت كبرى المنشآت الطبية، كمستشفى الشفاء والمستشفى الإندونيسي، للهجوم".  وابتداءً من أواخر يناير 2024، تعذر على المستشفى تحويل المرضى إلى مرافق أخرى لنقص الموارد، الأمر الذي اضطر بعض الأطباء إلى اللجوء لتطبيق "واتساب" لطلب الاستشارات الطبية من زملائهم المتخصصين. 
وبتاريخ 7 فبراير، قُتلت امرأة تبلغ من العمر 40 عامًا برصاص قناص إسرائيلي خارج المستشفى.  وفي اليوم التالي، 8 فبراير، أُصيب طبيب برصاصة أثناء عمله في غرفة العمليات،  كما أسفرت غارة جوية بطائرة مسيرة عن مقتل شخص وإصابة آخرين.  وفي ظل هذه الظروف، تعذر على المسعفين مغادرة المستشفى بسبب انتشار القناصة الإسرائيليين.  وتصاعدت حدة الاستهداف في 9 فبراير، حيث أفادت تقارير بأن القناصة الإسرائيليين المتمركزين في محيط المستشفى كانوا يطلقون النار على "كل جسم متحرك"،  مما أدى إلى مقتل 21 شخصًا أثناء محاولتهم الوصول إلى المستشفى.  وفي واقعة وثقها مقطع فيديو تم تداوله على نطاق واسع، شوهدت طبيبة وهي تخاطر بحياتها لإنقاذ شاب أُصيب برصاص قناصة عند بوابة المستشفى.  وفي 10 فبراير، أكدت منظمة أطباء بلا حدود أن قوات الاحتلال الإسرائيلي كانت تطلق النار على أشخاص داخل المستشفى،  فيما أصابت قذائف الدبابات والمدفعية الإسرائيلية الطابق العلوي من المبنى.  واستمرت الهجمات في الأيام التالية، حيث قُتل رجل برصاص قناص إسرائيلي داخل حرم المستشفى في 11 فبراير،  وتلاه مقتل سبعة أشخاص آخرين بالطريقة ذاتها في 12 فبراير. 
وفي 24 مارس 2024، فرضت قوات الاحتلال الإسرائيلي حصارًا على المستشفى مرة أخرى،  وسط ما وصفه الهلال الأحمر الفلسطيني بـ"قصف مكثف للغاية".  وتحدث أحد شهود العيان عن "قصف بساطي"، واصفًا كيف أن الأرض حول المستشفى "كانت تهتز كما لو كان زلزالاً".  وبتاريخ 26 مارس، أبلغت وزارة الصحة في غزة عن وقوع "غارات عنيفة" بالقرب من المستشفى، معتبرة إياها "تحضيرًا لاقتحامه".  وفي 27 مارس، اقتحم جيش الاحتلال الإسرائيلي المستشفى، مما أسفر عن مقتل وإصابة عدة أشخاص، كما اعتقل عددًا من أفراد الطاقم الطبي والمدنيين الذين كانوا يحتمون بالمرفق.  وفي وقت لاحق، انسحبت قوات الاحتلال الإسرائيلي من المستشفى في 7 أبريل. 

## إخلاء المستشفى
بتاريخ 13 فبراير، أصدر جيش الاحتلال الإسرائيلي أوامره للنازحين المحتمين بمجمع ناصر الطبي بإخلائه.  وفي اليوم ذاته، قُتل ثلاثة أشخاص برصاص قناصة داخل المستشفى،  فيما أفادت وزارة الصحة الفلسطينية في قطاع غزة بأن "النازحين كانوا يتعرضون لإطلاق النار أثناء محاولتهم المغادرة، مما يؤدي إلى مقتلهم أو إصابتهم".  وفي شهادة لشبكة "بي بي سي عربي"، وصفت صيدلانية كانت تعمل في المستشفى عملية الإخلاء، وذكرت أنه ما إن غادرت المرفق ووصلت إلى نقطة تفتيش إسرائيلية، حتى اجتاحت الكلاب العسكرية المكان بالكامل، وتم اعتقال العديد من الأشخاص عند الحاجز ذاته.  ووفقًا لشهادة جراح يعمل في المستشفى، تعرض ما لا يقل عن ثمانية أشخاص ممن حاولوا المغادرة في ذلك اليوم لإطلاق نار مباشر، وكان من بين الجرحى فتى يبلغ من العمر 16 عامًا أُصيب بأربع رصاصات على الأقل عند بوابة المجمع. 
ونتيجةً لنفاد الوقود اللازم لتشغيل المولدات الكهربائية، غمرت مياه الصرف الصحي أقسامًا من المستشفى.  كما أفاد مكتب الأمم المتحدة لتنسيق الشؤون الإنسانية بأن جثامين القتلى ظلت ملقاة في العراء خارج المستشفى لعدة أيام، نظرًا للخطر الذي شكله انتشار القناصة الإسرائيليين.  وقد واصلت قوات الاحتلال الإسرائيلي إطلاق النار على المنشأة في 14 فبراير.  وفي شهادة لأحد المدنيين، ذكر أن العديد ممن حاولوا المغادرة في 14 فبراير تعرضوا لإطلاق النار وأُرغموا على العودة إلى المستشفى. وأضاف أنه على الرغم من وعد جيش الاحتلال الإسرائيلي بتوفير ممر آمن، إلا أنه عند محاولته الخروج، احتجزته قوات الاحتلال الإسرائيلي بين جرافة ودبابة لمدة أربع ساعات.  في تلك الأثناء، أفادت وزارة الصحة بأن 273 مريضًا غير قادرين على الحركة، بالإضافة إلى 327 من مرافقيهم، كانوا لا يزالون محاصرين داخل المستشفى.  وفي تواصل مع زملائه في المملكة المتحدة، وصف طبيب من داخل المرفق حالة الخوف والقلق التي سادت بين الجميع أثناء محاولات إجلاء المحتمين بالمستشفى. وأشار إلى أن العديد من المدنيين أُصيبوا برصاص قناصة إسرائيليين، وأن غالبية الإصابات وقعت داخل حرم المجمع. 
ونقل موقع "ذا إنترسبت" الإخباري شهادة تفيد بأن الجنود الإسرائيليين أجبروا شابًا فلسطينيًا، بعد تقييد يديه بأربطة بلاستيكية، على إبلاغ النازحين بأمر الإخلاء، ثم أطلقوا عليه النار وأردوه قتيلًا فور انتهائه من إيصال الرسالة.  وبالتزامن مع ذلك، نصب جيش الاحتلال الإسرائيلي كاميرات للتعرف على الوجه لمسح بيانات الأفراد المغادرين للمستشفى.  كما عمد الجيش إلى تدمير البوابة الشمالية للمجمع وسدها بالرمال والأنقاض.  وفي تعليقها على الوضع، ذكرت منظمة أطباء بلا حدود أن أمر الإخلاء وضع النازحين أمام خيارين: إما البقاء "ليصبحوا هدفًا محتملاً"، أو الفرار "نحو مشهد مروع من الدمار".  ورغم أن جيش الاحتلال الإسرائيلي أمهل الناس حتى الساعة السابعة من صباح يوم 15 فبراير لإخلاء المستشفى، إلا أنه استمر في إطلاق النار داخل المجمع باستخدام القناصة ونيران الدبابات.  وفي تصريح متناقض، زعم متحدث باسم جيش الاحتلال الإسرائيلي أنه لم يكن هناك أي إلزام بالإخلاء، وأن الجيش كان "على اتصال" مع طاقم المستشفى. 

## اقتحام المستشفى
في 18 يناير 2024، قصفت قوات الاحتلال الإسرائيلي التي تقاتل للسيطرة على المدينة الرئيسة في جنوب غزة، مناطق قريبة من أكبر مستشفى لا يزال يعمل في القطاع، مما دفع المرضى والسكان إلى الفرار من معركة يخشون أن تدمر المدينة. وفي 23 يناير 2024، أعلنت وزارة الصحة في غزة، أن الدبابات الإسرائيلية تقصف مستشفى ناصر، مشيرة إلى أنها أطلقت النار بكثافة على الطوابق العلوية بمبنى الجراحات التخصصية ومبنى الطوارئ في المستشفى وأوقعت عشرات الإصابات.
وفي 10 فبراير 2024، أفاد المتحدث باسم وزارة الصحة في غزة أشرف القدرة، بسقوط شخص وإصابة آخرين جراء إطلاق قوات إسرائيلية النار داخل مجمع ناصر، مطالبًا المؤسسات الأممية بالتواجد داخل المجمع لحمايته وحماية الموجودين فيه. وفي 13 فبراير 2024، قال المتحدث باسم وزارة الصحة الفلسطينية في قطاع غزة، أشرف القدرة، إن الوضع يزداد سوءًا في مجمع ناصر الطبي، موضحًا أن قوات الاحتلال الإسرائيلي أبلغت إدارة المجمع بإخلاء المستشفى من النازحين والإبقاء على المرضى والكوادر الصحية فقط.
بتاريخ 15 فبراير 2024، اقتحمت قوات الاحتلال الإسرائيلي مستشفى ناصر،  حيث دخلت من جهته الجنوبية. ووفقًا لمتحدث باسم وزارة الصحة في قطاع غزة، فقد عمدت القوات المقتحمة إلى تدمير الخيام وجرفت مقبرة كانت قد أُقيمت في المكان.  من جانبها، ذكرت السلطات الإسرائيلية أنها قامت بفحص رفات حوالي 400 شخص بحثًا عن رهائن إسرائيليين.  وفي شهادة لأحد الناجين من الهجوم، قال: "لقد حطموا الجدران من حولنا وغرفة الأطباء. أمرونا بالخروج ثم أطلقوا النار علينا، وأمطرونا بالقنابل والصواريخ من الأعلى".  وقد وثقت لقطات تم التحقق من صحتها دبابات إسرائيلية وهي تقتحم حرم المستشفى.  كما شمل الاقتحام قسم الولادة، وتم تدمير سيارتي إسعاف. وفي خضم هذه الفوضى، أُعلن عن فقدان أحد موظفي منظمة أطباء بلا حدود، فيما أفادت شبكة الجزيرة بأن المدنيين تعرضوا للهجوم داخل المستشفى وخارجه أثناء محاولاتهم للفرار.  وتعرض نازحون ومرضى كانوا يخلون المستشفى لإطلاق نار من طائرة مسيرة إسرائيلية بعد عبورهم نقطة تفتيش، مما أدى إلى إصابتهم.  كما وردت أنباء عن اعتقالات جماعية، ومزاعم باستخدام طائرات مسيرة هجومية لمطاردة الأطفال وإطلاق النار عليهم.  ونقلت قناة الجزيرة الإنجليزية عن شهود عيان قولهم إن "الجيش الإسرائيلي قام بتجميع الأشخاص من داخل المنشأة، وعصب أعينهم وقيد أيديهم خلف ظهورهم، ثم أعدمهم ميدانيًا إما باستخدام طائرات الكوادكوبتر أو برصاص القناصة". 
وقام جنود جيش الاحتلال الإسرائيلي بإجبار جميع المرضى الذكور القادرين على الحركة ومرافقيهم على الانتقال إلى مبنى الولادة، الذي تم تحويله لاحقًا إلى ما يشبه ثكنة عسكرية للقوات الإسرائيلية.  وأفادت وزارة الصحة في غزة بأن 95 من أفراد الطواقم الطبية، و191 مريضًا، و165 نازحًا قد تم احتجازهم داخل مبنى واحد. 
وطالبت منظمة أطباء بلا حدود بالإنهاء الفوري للهجوم، مشيرة إلى أن جيش الاحتلال الإسرائيلي قد خلق "وضعًا فوضويًا، مع وجود عدد غير محدد من القتلى والجرحى".  وعقب الهجوم، صرح جيش الاحتلال الإسرائيلي بأنه لم يتم العثور على أي دليل يفيد باحتجاز رهائن في مستشفى ناصر.  إلا أن وحدة المتحدث باسم الجيش عادت لاحقًا لتعلن عن العثور على أسلحة، من بينها قنابل يدوية، وصناديق أدوية تحمل أسماء رهائن إسرائيليين،  بالإضافة إلى مركبات استخدمها عناصر من حماس شاركوا في هجمات 7 أكتوبر، وسيارات إسرائيلية مسروقة.  ورغم نشر صورة منخفضة الدقة للأسلحة المزعومة، لم تتمكن وكالات الأنباء مثل "سي إن إن" من التحقق بشكل مستقل من زمان ومكان التقاط الصورة.  كما ادعى جيش الاحتلال الإسرائيلي أنه اعتقل "عناصر من حماس" كانوا ينتحلون صفة كوادر طبية.  وبتاريخ 20 فبراير، أعلن جيش الاحتلال الإسرائيلي أن عمليته في المستشفى "تقترب من نهايتها". 
وبتاريخ 22 فبراير، ورغم إعلان الانسحاب المبدئي، أفادت تقارير بأن الجنود الإسرائيليين، الذين استمروا في فرض حراسة على حرم المستشفى، قد عادوا لدخوله مجددًا.  وأكدت وزارة الصحة في غزة أن عشرات الكوادر الطبية ظلوا رهن الاعتقال.  وفي 23 فبراير، أفاد شهود عيان بأن قوات الاحتلال الإسرائيلي واصلت حصارها للمستشفى وقصفه بشكل متكرر.  وفي 25 فبراير، أعلن جيش الاحتلال الإسرائيلي انتهاء عملياته وانسحب جزئيًا من المستشفى.  ورغم ذلك، استمرت التقارير في اليوم التالي عن وجود قناصة إسرائيليين "يطلقون النار على أي شيء يتحرك" في محيطه.  وبتاريخ 28 فبراير، اندلع حريق في أحد مباني المستشفى بعد استهدافه بقذيفة مدفعية إسرائيلية. 
وبحلول 19 مارس، أعلنت منظمة اليونيسف أن المستشفى قد خرج تمامًا عن الخدمة، وأنه لم يعد يوجد أي شخص داخل مبانيه.  وفي عام 2025 عاد المستشفى لاستئناف تقديم خدماته الطبية بشكل جزئي. 

## الأثر الإنساني

### الأثر على المرضى
أدى الحصار الإسرائيلي المفروض على المستشفى وما نتج عنه من نقص في إمدادات الأكسجين إلى وفاة خمسة مرضى كانوا في حالة حرجة.  وعقب الاقتحام، تم احتجاز الطواقم الطبية والمرضى والنازحين في جناح الولادة بالمستشفى، حيث خضعوا، بحسب شهادات، "للاستجواب في ظروف قاسية ولا إنسانية".  وبتاريخ 16 فبراير مُنعت قافلة تابعة لمنظمة الصحة العالمية كانت تحمل إمدادات أساسية من الغذاء والماء من الوصول إلى المستشفى.  وفي هذا الصدد، صرحت المنظمة قائلة: "إننا نحاول الوصول إلى هناك، لأن الأشخاص الذين ما زالوا في مجمع ناصر الطبي بحاجة ماسة إلى المساعدة".  ووصف مدير المستشفى الوضع المأساوي قائلاً: "لقد أُجبرنا على نقل جميع المرضى والجرحى إلى المبنى القديم بالمستشفى... انقطعت الكهرباء عن المجمع الطبي بالكامل... إننا عاجزون، وغير قادرين على تقديم أي شكل من أشكال المساعدة الطبية للمرضى داخل المستشفى". 
وبتاريخ 16 فبراير أفادت وزارة الصحة الفلسطينية في قطاع غزة بأن المستشفى أصبح بلا كهرباء أو ماء أو طعام أو تدفئة.  كما أعلنت الوزارة عن اعتقال "عدد كبير" من كوادر المستشفى.  من جهته، أعلن جيش الاحتلال الإسرائيلي عن اعتقاله 100 شخص من داخل المجمع.  وفي 18 فبراير، وبعد منعها من الدخول ليومين، تمكنت منظمة الصحة العالمية من المساعدة في إجلاء 14 مريضًا، كان اثنان منهم بحاجة إلى تهوية يدوية متواصلة للبقاء على قيد الحياة.  وفي اليوم ذاته، أُعلن أن المستشفى قد "خرج عن الخدمة بالكامل"،  وهو ما نفته إسرائيل، زاعمةً أنها قدمت مساعدات إنسانية للمرفق شملت مولدًا كهربائيًا وغذاءً وماءً ووقودًا.  وفي المقابل، أكدت وزارة الصحة أن 25 من الكوادر الطبية و136 مريضًا كانوا لا يزالون بالداخل دون كهرباء أو ماء أو طعام أو أكسجين.  وبتاريخ 19 فبراير، تم إجلاء 18 مريضًا إضافيًا. 
وبتاريخ 20 فبراير، أعلنت منظمة أطباء بلا حدود عن فقدانها الاتصال بفريقها الطبي داخل مستشفى ناصر، وطالبت بإجلاء المرضى الـ 130 المتبقين.  وقد تمكنت منظمة الصحة العالمية من إجلاء 32 مريضًا آخرين كانوا في حالة حرجة.  وفي الأثناء، أفاد مكتب الأمم المتحدة لتنسيق الشؤون الإنسانية، نقلًا عن وزارة الصحة في غزة، بأن عدد الكوادر الطبية المعتقلين بلغ 70 فردًا.  وفي 21 فبراير، وصف الأطباء المتبقون الوضع بأنه "لا يُحتمل"، في ظل انعدام الأكسجين والماء والإمدادات الطبية، بينما غمرت مياه الصرف الصحي قسم الأشعة.  وقامت جمعية الهلال الأحمر الفلسطيني بإجلاء 21 مريضًا إضافيًا.  وبتاريخ 22 فبراير، أفاد المسعفون في المستشفى بأنهم اضطروا لدفن ثلاثة عشر مريضًا توفوا بسبب نقص الأكسجين.  كما أجل الهلال الأحمر الفلسطيني 18 مريضًا آخرين في 23 فبراير.  وبحلول 27 فبراير، وبعد يومين من إعلان جيش الاحتلال الإسرائيلي إنهاء حصاره، أكدت وزارة الصحة في غزة أن المستشفى قد خرج عن الخدمة تمامًا، مع توقف أجهزة التنفس الصناعي، وانقطاع المياه، وفيضان مياه الصرف الصحي. 
من جهته، نفى جيش الاحتلال الإسرائيلي كعادته أنه أضر عمدًا بأنظمة تشغيل المستشفى، وادعى بدلًا من ذلك أن انقطاع الكهرباء نتج عن عطل في المولد، وأن جميع الأنظمة الحيوية ظلت تعمل بفضل مصدر طاقة احتياطي.  كما زعم زورًا أنه زود المستشفى بمولد بديل ومساعدات أخرى كغذاء الرضع والماء ووقود الديزل عقب الهجوم.  إلا أن هذه المزاعم الإسرائيلية تناقضت مع تصريحات المدير العام لمنظمة الصحة العالمية، تيدروس أدهانوم غيبريسوس، الذي أكد أن: "المستشفى لا يزال يعاني من نقص حاد في الغذاء، والمستلزمات الطبية الأساسية، والأكسجين. ولا يوجد ماء جارٍ ولا كهرباء". 

### سوء معاملة الكوادر الطبية
في بيان مشترك صدر عبر منصات "مرصد العاملين في الرعاية الصحية - فلسطين"، و"أصوات أطباء غزة"، و"عاملون صحيون من أجل فلسطين"، أعرب زملاء للطاقم الطبي بالمستشفى عن قلقهم البالغ إزاء "اختطاف" جيش الاحتلال الإسرائيلي لأحد الجراحين. وأشار البيان إلى أن هذا الجراح كان قد نشر شهادات حول الحصار والاقتحام، قبل أن ينقطع الاتصال به لعدة أيام. 
وفي تقرير لشبكة "سي إن إن"، ورد أن الأطباء أُرغموا على خلع ملابسهم والبقاء بملابسهم الداخلية فقط. ونقلت الشبكة عن أحد شهود العيان قوله: "إذا لم يجلبوا لنا طعامًا وماءً، فإننا سنموت".  وبتاريخ 12 مارس 2024، نشرت هيئة الإذاعة البريطانية (بي بي سي) تقريرًا تضمن شهادات لأفراد من الطاقم الطبي بالمستشفى، أفادوا فيها بتعرضهم على أيدي جيش الاحتلال الإسرائيلي "للإذلال والضرب والرش بالماء البارد، وإجبارهم على الركوع في أوضاع مؤلمة لساعات طويلة". كما عرض التقرير لقطات مصورة تُظهر اعتقال قوات الاحتلال الإسرائيلي لعدد من الرجال بعد إجبارهم على خلع ملابسهم الطبية والبقاء بملابسهم الداخلية، وإرغامهم على الركوع خارج مبنى المستشفى. 

### المقابر الجماعية
في أواخر شهر أبريل من عام 2024، وبعد انسحاب قوات الاحتلال الإسرائيلي في وقت سابق من الشهر ذاته، انتشلت طواقم الدفاع المدني في غزة رفات ما يقرب من 300 شخص من مقبرة جماعية تم اكتشافها داخل مجمع ناصر الطبي.  ونقلت قناة الجزيرة الإنجليزية أن "من بين الضحايا نساء مسنات وأطفال وشبان".  وفي تعليق على الحادثة، صرح متحدث باسم المفوض السامي للأمم المتحدة لحقوق الإنسان بأن "بعض الجثامين عُثر عليها وأيديها مقيدة، وهو ما يشير بوضوح إلى وقوع انتهاكات جسيمة للقانون الدولي لحقوق الإنسان والقانون الإنساني الدولي". 
وردًا على التقارير المتعلقة بالمقابر الجماعية، نفى جيش الاحتلال الإسرائيلي الادعاءات، معتبرًا أن أي "زعم بأن جيش الاحتلال الإسرائيلي قام بدفن جثامين فلسطينية هو زعم لا أساس له من الصحة وعارٍ تمامًا عنها". وفي تصريح لشبكة "سي إن إن"، أوضح جيش الاحتلال الإسرائيلي أنه خلال عملياته "في منطقة مستشفى ناصر، وفي إطار الجهود المبذولة لتحديد أماكن الرهائن والمفقودين، تم فحص الجثامين التي كان الفلسطينيون قد دفنوها في منطقة المستشفى". وأضاف الجيش أن "الجثامين التي خضعت للفحص، والتي تبين أنها لا تعود لرهائن إسرائيليين، قد أُعيدت إلى أماكنها". 

## التحقيقات
في الأيام التي أعقبت الحصار، أجرت شبكة بي بي سي نيوز تحقيقًا مستقلًا أثبت صحة لقطات توثق ما لا يقل عن 21 حادثة إطلاق نار أو آثاره داخل حرم المستشفى، كما أكد التحقيق استهداف ثلاثة أشخاص بشكل منفصل بإطلاق النار داخل أراضي المجمع. وردًا على استفسارات الصحفيين، ادعى جيش الاحتلال الإسرائيلي وقوع اشتباكات نشطة في المنطقة قبل دخول المجمع، وأن قواته أطلقت نيرانًا دقيقة على من وصفتهم بـ"الإرهابيين" الذين تم تحديدهم في المنطقة. 

## ردود الفعل
وكانت منظمة الصحة العالمية قد حذرت قبيل اقتحام جيش الاحتلال الإسرائيلي للمستشفى، قائلة: "لا يمكننا أن نخسر هذا المستشفى... إنه مرفق بالغ الأهمية".  وعقب الاقتحام، وصف المكتب الإعلامي الحكومي في غزة ما جرى بأنه "جريمة حرب صارخة"، مضيفًا: "إننا نحمّل الاحتلال الإسرائيلي والمجتمع الدولي والولايات المتحدة المسؤولية الكاملة عما حدث".  من جانبه، وصف كريستوفر لوكيير، الأمين العام لمنظمة أطباء بلا حدود، الوضع في مستشفى ناصر بأنه كان "فوضويًا وكارثيًا".  وبتاريخ 16 فبراير، أعربت منظمة الصحة العالمية مجددًا عن قلقها، قائلة: "إن التقارير التي تفيد بإجبار العديد من المرضى على الانتقال إلى مبنى آخر تثير قلقًا بالغًا". 
وفي شهادة للطبيب البريطاني جيمس سميث، الذي سبق له العمل في غزة، قال: "إن ما يحدث هو تجاهل تام للقواعد التي تحكم السلوك أثناء النزاعات المسلحة. فنحن نسمع تقارير عن مقتل مرضى وهم في أسرّتهم، وعن قصف مدفعي يستهدف المستشفى مباشرة، وعن وفاة مرضى بسبب انقطاع التيار الكهربائي".  وعلق الطبيب الكندي طارق لوباني قائلاً: "إن المرضى والأطباء والموظفين والنازحين المحتمين بالداخل... جميعهم يواجهون خطرًا جسيمًا بالاعتقال والتعذيب والقتل".  وفي مناشدة مؤثرة، تساءل طبيب تم إجلاؤه من المستشفى قائلاً: "إنني أسأل قادة هذا العالم... هل تشاهدون هذه الإبادة الجماعية الحقيقية وهي تحدث أمام أعينكم ولا تفعلون شيئًا – لا يصدر عنكم سوى الصمت؟". 
وبتاريخ 21 فبراير، وفي شهادة قدمها مسؤول رفيع المستوى في مكتب الأمم المتحدة لتنسيق الشؤون الإنسانية، جاء فيها: "الجثامين ملقاة في الممرات. والمرضى في وضع بائس. لقد تحول هذا المكان إلى مكان للموت، لا للشفاء. إنها مأساة كان يمكن تفاديها وما كان ينبغي لها أن تقع أبدًا". 

## طالع أيضًا
- حصار مجمع الشفاء الطبي
- الهجمات على المرافق الصحية خلال الحرب الفلسطينية الإسرائيلية 2023
- حصار مستشفى كمال عدوان
- استهداف الطواقم الطبية خلال الحرب الفلسطينية الإسرائيلية (2023 –الآن)
- الخط الزمني لانهيار الرعاية الصحية في قطاع غزة